# Juga nigrina
Juga nigrina är en snäckart som först beskrevs av I. Lea 1856.  Juga nigrina ingår i släktet Juga och familjen Pleuroceridae. IUCN kategoriserar arten globalt som livskraftig. Inga underarter finns listade i Catalogue of Life.